# Amphitherium
Amphitherium es un género extinto de mamífero holoterio, que vivió en el Bathoniense (Jurásico Medio), en lo que hoy es Europa. Amphitherium fue nombrado por Henri Marie Ducrotay de Blainville en 1838.